# Mayra Rivera
Mayra Rivera (* 1968) ist eine US-hispanische Theologin und derzeit Andrew W. Mellon Professor of Religion and Latin Studies an der Harvard Divinity School. Sie erarbeitet eine postkoloniale feministische Theologie, in der die planetarischen Herausforderungen der Gegenwart integriert werden.

## Bildungsweg
Nach einem Bachelor-Abschluss in Chemical Engineering an der Universität von Puerto Rico (1988), studierte sie an der Drew University, wo sie 2001 mit dem Master of Theological Studies abschloss und danach ihre Doktorarbeit unter der Leitung von Catherine Keller erstellte: „The Touch of Transcendence. A Latina postcolonial Contribution to philosophical Theology“ (2005). Sie erschien 2007 unter dem Titel „The Touch of Transcendence: A Postcolonial Theology of God“.

## Themen
In ihrem ersten Aufsatz („En-Gendered Territory“, 2003) zeigen sich bereits die Umrisse ihrer späteren Forschungsprojekte. Die Erschließung der Diskurse von US-amerikanischen protestantischen Missionaren in den Jahren der Besetzung Puerto Ricos durch die USA (seit 1898) verbindet postkoloniale, befreiungstheologische und feministische Perspektiven. Rivera war dann noch während der Arbeit an ihrer Dissertation Mitherausgeberin eines der ersten Sammelbände zur Postkolonialen Theologie („Postcolonial Theologies“, 2004). Ihre Untersuchung zu einer Postkolonialen Theologie von Gott („The Touch of Transcendence“, 2007) ist der erste umfassende Beitrag zur Gotteslehre von einer Latina-Theologin. Sie setzt sich darin mit der Strömung der Radical Orthodoxy kritisch auseinander und entwickelt ein weniger hierarchisches, relationales Modell der Gottesbeziehung, das vor allem haptische Metaphern (Berührung, Umarmung) in den Mittelpunkt stellt. Sie bezieht sich dabei vor allem auf lateinamerikanische (Ignacio Ellacuría, Enrique Dussel), französischsprachige (Emmanuel Levinas, Luce Irigaray) und postkoloniale Denker (Gayatri Spivak). Im Gespräch mit Spivak entwickelt sie eine planetarische Perspektive, die sie in dem mit Stephen Moore herausgegebenen Sammelband „Planetary Loves“ (2010) vertieft.
In ihrem nächsten Forschungsprojekt steht die Anthropologie im Mittelpunkt. Der Band „Poetics of the Flesh“ (2015) nimmt die neueren Forschungen zum Körper und zur Vulnerabilität auf und verdichtet sie in der Kategorie „Fleisch“. Sie entwickelt dieses Konzept im Gespräch mit Michel Foucault, Judith Butler und Maurice Merleau-Ponty, integriert aber auch eine poetische Dimension durch die Werke von Édouard Glissant und Aimé Césaire.
Zuletzt widmeten sich ihre Forschungen zunehmend dem karibischen Kulturkreis, neben dem Werk von Édouard Glissant stehen hier die Schriften von Sylvia Wynter im Mittelpunkt. Zurzeit arbeitet sie an einem Buch über die Beziehungen zwischen Kolonialismus, Ökologie und Katastrophe in der karibischen Geschichte und Literatur.

## Werke

### Bücher und Sammelbände
- Postcolonial Theologies: Divinity and Empire (hrsg mit Catherine Keller und Michael Nausner). St. Louis: Chalice Press, 2004
- The Touch of Transcendence: A Postcolonial Theology of God. Louisville, KY: WJK, 2007
- Planetary Loves: Spivak, Postcoloniality, and Theology (hrsg mit Stephen Moore). New York: Fordham University Press, 2010
- Poetics of the Flesh. Durham: Duke University Press, 2015

### Aufsätze (Auswahl)
- En-Gendered Territory: U.S. Missionaries’ Discourse in Puerto Rico (1898-1920). In: Benjamín Valentín (Hrsg.): New Horizons in Hispanic/Latino(a) Theology. Cleveland 2003, 79-97
- Glory: The First Passion of Theology?. In: Catherine Keller und Laurel Schneider (Hrsg.): Polydoxy: Theologies of the Manifold. New York 2010, 167-181
- Ränder und die sich verändernde Spatialität von Macht. In: Interkulturelle Theologie 38 (2012) 90-109
- Fleisch der Welt. Leiblichkeit in Beziehung. In: Concilium 49 (2013) 171-180
- Poetik des Überlebens. In: Concilium 53 (2017) 575-581
- Where Life Itself Lives. In: Joseph Drexler-Dreis und Kristien Justaert (Hrsg.): Beyond the Doctrine of Man. Decolonial Visions of the Human. New York 2020, 19-35
- Embodied Counterpoetics: Sylvia Wynter on Race and Religion. In: An Yountae and Eleanor Craig (Hrsg.): Beyond Man: Race, Coloniality and Philosophy of Religion. Durham 2021, 57-85